# غاري فريدريك
غاري فريدريك (بالإنجليزية: Gary Friedrich)‏‏ (21 أغسطس 1943 - 30 أغسطس 2018) هو كاتب هزلي أمريكي، وقد اشتهر لمارفل كومكس في العصر الفضي للقصص المصورة.